# British Racing Motors
La British Racing Motors (abbreviato in BRM) è stata una scuderia inglese di Formula 1, vincitrice di 17 Gran Premi e Campione del Mondo Costruttori e Piloti nel 1962.

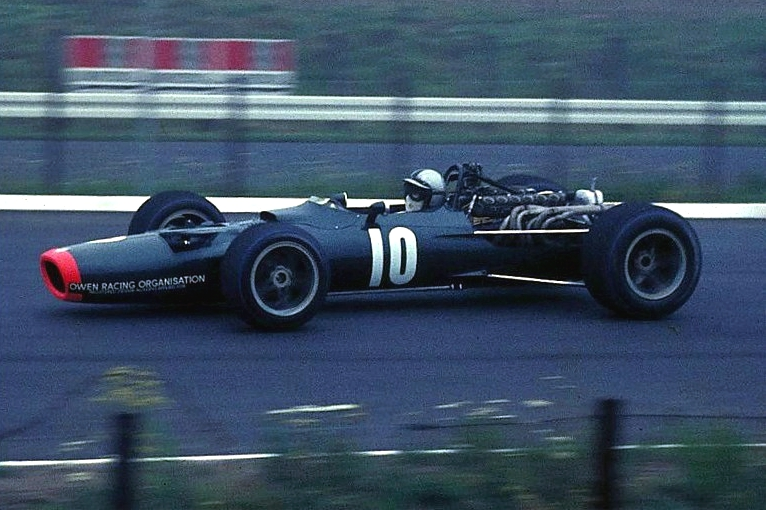
Pedro Rodríguez alla guida di una BRM durante il Gran Premio di Germania 1968

Il team debuttò nel quinto Gran Premio valido per il Campionato Mondiale, a Silverstone nel 1951 con un avveniristico motore a sedici cilindri disposti a V di 135°, dalla cilindrata di 1500 cm³ sovralimentato da un compressore centrifugo a doppio stadio Rolls Royce, che raggiungeva una pressione di 5,7 bar portando la potenza del motore a 600 CV a 12 000 rpm e arrivando quindi all'eccezionale potenza specifica di 400 CV/litro.
Seri problemi di affidabilità compromisero la carriera del motore e fu ben presto sostituito da un 4 cilindri in linea da 2,5 litri aspirato (come imponeva il nuovo regolamento del 1954) e con questo motore un pilota BRM, Joakim Bonnier, diede alla sua scuderia la prima vittoria ufficiale in un mondiale di Formula 1 durante il Gran Premio d'Olanda sul circuito di Zandvoort. Diversamente dagli altri team inglesi dell'epoca, che si limitavano ad allestire il telaio e ad acquistare il motore da altre società (e per questo chiamati "assemblatori" da Enzo Ferrari), la BRM utilizzò sempre motori e telai progettati in casa.
Nel 1960 entrò in squadra Graham Hill che nel 1962, con la BRM P57 dotata di motore V8 di 1,5 litri, regalò alla casa il suo unico mondiale, dopo un appassionante duello con Jim Clark durato tutta la stagione. Due anni dopo la BRM e Hill si presentarono all'ultimo Gran Premio in testa alla classifica generale ma un incidente tra il pilota inglese e Lorenzo Bandini pose fine ai sogni di Hill, che arrivò secondo in classifica generale.
Il 1965 fu l'anno del debutto in squadra di un giovane pilota scozzese destinato a diventare tre volte campione del mondo: Jackie Stewart, che al debutto centrò una vittoria a Monza. Nel 1966 cambiarono i regolamenti che innalzarono la cilindrata dei motori da 1500 a 3000 cm³; la BRM dapprima gareggiò con un motore otto cilindri portato a 2000 cm³, poi optò per un motore ad H di 16 cilindri da 3000 cm³, pesante ma molto potente, che si impose in un solo Gran Premio ufficiale, ma su una  Lotus.
In seguito fu adottato un motore V12 progettato da Geoff Johnson per le vetture sport. Molto più convenzionale, esordì su una McLaren, per iniziativa di Bruce McLaren. Questo motore permise alla BRM di aggiudicarsi qualche altro GP; l'ultima vittoria arrivò con Jean-Pierre Beltoise al Gran Premio di Monaco 1972.
Tra il 1970 e il 1972 la squadra partecipò al campionato Can-Am con la BRM P154, la quale riuscì a cogliere pochi risultati.
Dopo un progressivo calare delle prestazioni, la BRM si ritirò alla fine del 1974, cedendo le attività a Louis Stanley che fece gareggiare la squadra nelle stagioni 1975 e 1976 come Stanley-BRM per poi ritirarsi definitivamente al termine del Campionato di Formula 1 del 1977, anno in cui con il pilota Larry Perkins disputò due soli Gran Premi, in Brasile con la nuova ma deludente P207 ed  in Sudafrica, con la vecchissima ma affidabile P201. La Stanley BRM gareggiò ancora per un paio di anni nella serie inglese Aurora AFX affidando la P207 a Teddy Pilette, prima di ritirarsi definitivamente per mancanza di soldi  per sviluppare la nuova P230, la prima (e unica) vettura ad effetto suolo. Nel 1980 il materiale della Stanley-BRM fu ceduto a Ted Jordan che modificò e fece gareggiare la vettura P07-B in alcune gare di salita inglesi. Nel 1990 il marchio fu utilizzato da John Mangoletsi  per tentare due volte la fortuna a Le Mans, con la vettura P231 (Gruppo C)  ma senza risultati. Nel 2008 il marchio BRM è stato  reclamizzato da  Bee Automobiles Ltd un'azienda che costruisce auto elettriche per le gare in salita inglesi. Al progetto avrebbero dovuto partecipare anche alcune aziende del gruppo della famiglia Owen, vecchia proprietaria del glorioso marchio.

## Principali piloti

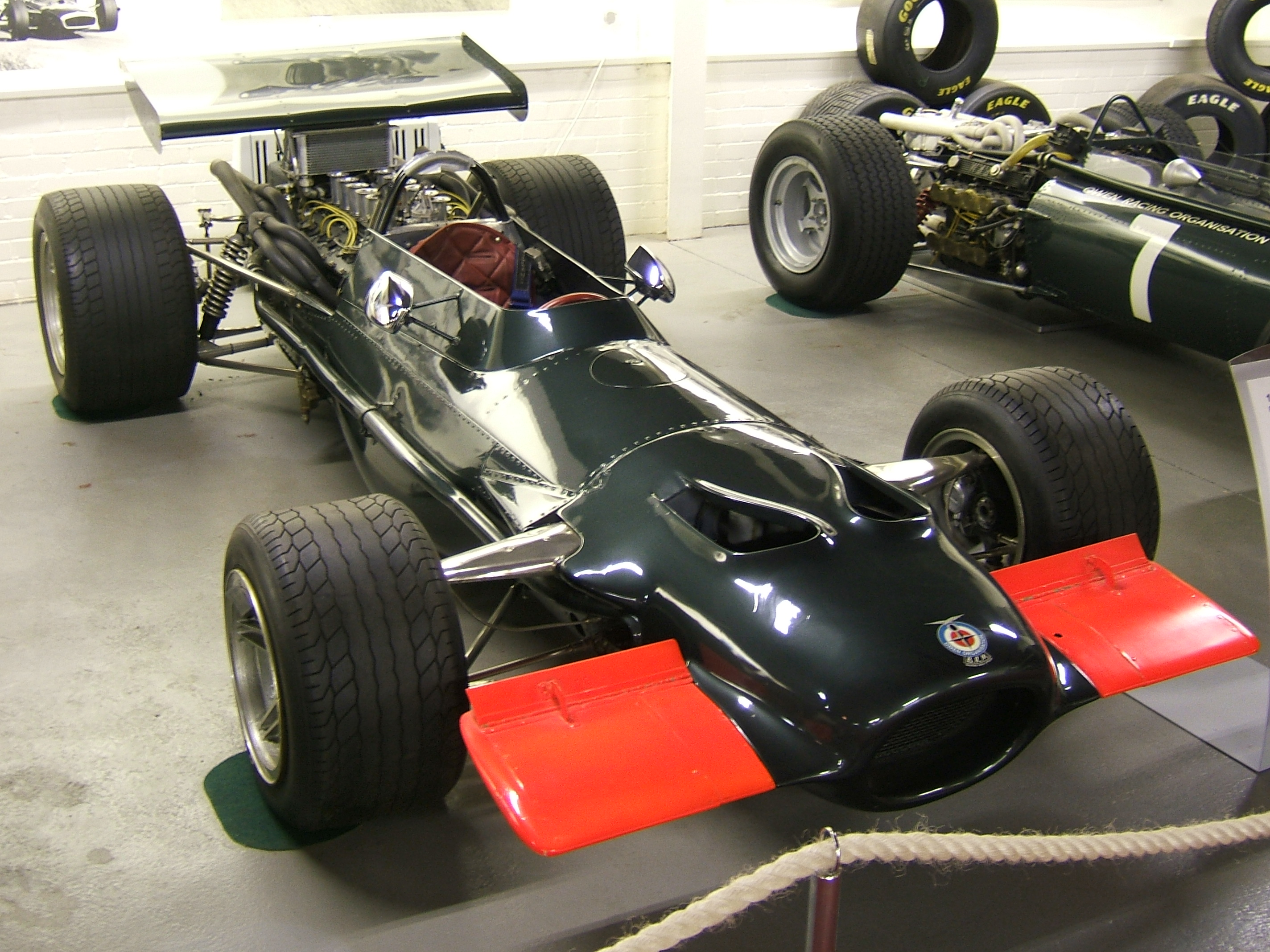
BRM P139

- Graham Hill (1960-1966): 69 GP, 10 vittorie, Campione del Mondo 1962
- Jackie Stewart (1965-1967): 39 GP, 2 vittorie
- Jean-Pierre Beltoise (1972-1974): 41 GP, 1 vittoria
- Pedro Rodríguez (1966, 1968-1971): 38 GP, 1 vittoria
- Jo Bonnier (1958-1960): 18 GP, 1 vittoria
- Peter Gethin (1971-1973): 15 GP, 1 vittoria
- Jo Siffert (1971): 11 GP, 1 vittoria
- Richie Ginther (1962-1964): 30 GP
- Jackie Oliver (1969-1970, 1972): 24 GP
- Niki Lauda (1973): 14 GP
- Clay Regazzoni (1973): 14 GP

## Risultati in Formula 1
| Anno | Vettura | Motore           | Gomme | Piloti     |  |  |  |  |   |  |    |  |  |  |  |  |  |  |  |  |  | Punti | Pos. |
| ---- | ------- | ---------------- | ----- | ---------- |  |  |  |  | - |  | -- |  |  |  |  |  |  |  |  |  |  | ----- | ---- |
| 1951 | Type 15 | BRM P15 1.5 V16s | D     | Parnell    |  |  |  |  | 5 |  | NP |  |  |  |  |  |  |  |  |  |  | -     |      |
| 1951 | Type 15 | BRM P15 1.5 V16s | D     | Walker     |  |  |  |  | 7 |  |    |  |  |  |  |  |  |  |  |  |  | -     |      |
| 1951 | Type 15 | BRM P15 1.5 V16s | D     | Richardson |  |  |  |  |   |  | NP |  |  |  |  |  |  |  |  |  |  | -     |      |

| Anno | Vettura               | Motore                               | Gomme | Piloti    |   |    |  |  |  |     |  |  |  |  |  |  |  |  |  |  |  | Punti | Pos. |
| ---- | --------------------- | ------------------------------------ | ----- | --------- | - | -- |  |  |  | --- |  |  |  |  |  |  |  |  |  |  |  | ----- | ---- |
| 1956 | Maserati 250F Type 25 | Maserati 251F1 2.5 L6 BRM P25 2.5 L4 | D     | Hawthorn  | 3 | NP |  |  |  | Rit |  |  |  |  |  |  |  |  |  |  |  | -     |      |
| 1956 | Maserati 250F Type 25 | Maserati 251F1 2.5 L6 BRM P25 2.5 L4 | D     | Brooks    |   | NP |  |  |  | Rit |  |  |  |  |  |  |  |  |  |  |  | -     |      |
| 1956 | Maserati 250F Type 25 | Maserati 251F1 2.5 L6 BRM P25 2.5 L4 | D     | Flockhart |   |    |  |  |  | Rit |  |  |  |  |  |  |  |  |  |  |  | -     |      |

| Anno | Vettura | Motore         | Gomme | Piloti        |  |     |  |     |     |  |  |  |  |  |  |  |  |  |  |  |  | Punti | Pos. |
| ---- | ------- | -------------- | ----- | ------------- |  | --- |  | --- | --- |  |  |  |  |  |  |  |  |  |  |  |  | ----- | ---- |
| 1957 | Type 25 | BRM P25 2.5 L4 | D     | Flockhart     |  | Rit |  | Rit |     |  |  |  |  |  |  |  |  |  |  |  |  | -     |      |
| 1957 | Type 25 | BRM P25 2.5 L4 | D     | Salvadori     |  | NQ  |  |     |     |  |  |  |  |  |  |  |  |  |  |  |  | -     |      |
| 1957 | Type 25 | BRM P25 2.5 L4 | D     | MacKay-Fraser |  |     |  | Rit |     |  |  |  |  |  |  |  |  |  |  |  |  | -     |      |
| 1957 | Type 25 | BRM P25 2.5 L4 | D     | Fariman       |  |     |  |     | Rit |  |  |  |  |  |  |  |  |  |  |  |  | -     |      |

| Anno | Vettura | Motore         | Gomme | Piloti    |  |     |   |  |     |     |     |     |   |     |     |  |  |  |  |  |  | Punti | Pos. |
| ---- | ------- | -------------- | ----- | --------- |  | --- | - |  | --- | --- | --- | --- | - | --- | --- |  |  |  |  |  |  | ----- | ---- |
| 1958 | Type 25 | BRM P25 2.5 L4 | D     | Behra     |  | Rit | 3 |  | Rit | Rit | Rit | Rit | 4 | Rit | Rit |  |  |  |  |  |  | 18    | 4º   |
| 1958 | Type 25 | BRM P25 2.5 L4 | D     | Schell    |  | 5   | 2 |  | 5   | Rit | 5   | Rit | 6 | Rit | 5   |  |  |  |  |  |  | 18    | 4º   |
| 1958 | Type 25 | BRM P25 2.5 L4 | D     | Bonnier   |  |     |   |  |     |     |     |     |   | Rit | 4   |  |  |  |  |  |  | 18    | 4º   |
| 1958 | Type 25 | BRM P25 2.5 L4 | D     | Flockhart |  |     |   |  |     |     |     |     |   |     | Rit |  |  |  |  |  |  | 18    | 4º   |

| Anno | Vettura | Motore         | Gomme | Piloti    |     |  |     |     |     |   |     |    |  |  |  |  |  |  |  |  |  | Punti | Pos. |
| ---- | ------- | -------------- | ----- | --------- | --- |  | --- | --- | --- | - | --- | -- |  |  |  |  |  |  |  |  |  | ----- | ---- |
| 1959 | Type 25 | BRM P25 2.5 L4 | D     | Schell    | Rit |  | Rit | 7   | 4   | 7 | 5   | 7  |  |  |  |  |  |  |  |  |  | 18    | 3º   |
| 1959 | Type 25 | BRM P25 2.5 L4 | D     | Bonnier   | Rit |  | 1   | Rit | Rit | 5 | Rit | 8  |  |  |  |  |  |  |  |  |  | 18    | 3º   |
| 1959 | Type 25 | BRM P25 2.5 L4 | D     | Flockhart | Rit |  |     | 6   | Rit |   | 7   | 13 |  |  |  |  |  |  |  |  |  | 18    | 3º   |

| Anno | Vettura     | Motore         | Gomme | Piloti  |     |     |  |     |     |     |     |     |  |     |  |  |  |  |  |  |  | Punti | Pos. |
| ---- | ----------- | -------------- | ----- | ------- | --- | --- |  | --- | --- | --- | --- | --- |  | --- |  |  |  |  |  |  |  | ----- | ---- |
| 1960 | Type 25 P48 | BRM P25 2.5 L4 | D     | Bonnier | 7   | 5   |  | Rit | Rit | Rit | Rit | Rit |  | 5   |  |  |  |  |  |  |  | 8     | 4º   |
| 1960 | Type 25 P48 | BRM P25 2.5 L4 | D     | Hill    | Rit | 7   |  | 3   | Rit | Rit | Rit | Rit |  | Rit |  |  |  |  |  |  |  | 8     | 4º   |
| 1960 | Type 25 P48 | BRM P25 2.5 L4 | D     | Gurney  |     | Rit |  | Rit | Rit | Rit | 10  | Rit |  | Rit |  |  |  |  |  |  |  | 8     | 4º   |

| Anno | Vettura | Motore            | Gomme | Piloti |     |   |     |     |     |     |     |   |  |  |  |  |  |  |  |  |  | Punti | Pos. |
| ---- | ------- | ----------------- | ----- | ------ | --- | - | --- | --- | --- | --- | --- | - |  |  |  |  |  |  |  |  |  | ----- | ---- |
| 1961 | P48/57  | Climax FPF 1.5 L4 | D     | Hill   | Rit | 8 | Rit | 6   | Rit | Rit | Rit | 5 |  |  |  |  |  |  |  |  |  | 7     | 5º   |
| 1961 | P48/57  | Climax FPF 1.5 L4 | D     | Brooks | 13  | 9 | 13  | Rit | 9   | Rit | 5   | 3 |  |  |  |  |  |  |  |  |  | 7     | 5º   |

| Anno | Vettura    | Motore         | Gomme | Piloti    |     |     |     |   |    |   |   |     |   |  |  |  |  |  |  |  |  | Punti   | Pos. |
| ---- | ---------- | -------------- | ----- | --------- | --- | --- | --- | - | -- | - | - | --- | - |  |  |  |  |  |  |  |  | ------- | ---- |
| 1962 | P48/57 P57 | BRM P56 1.5 V8 | D     | Hill      | 1   | 6   | 2   | 9 | 4  | 1 | 1 | 2   | 1 |  |  |  |  |  |  |  |  | 42 (56) | 1º   |
| 1962 | P48/57 P57 | BRM P56 1.5 V8 | D     | Ginther   | Rit | Rit | Rit | 3 | 13 | 8 | 2 | Rit | 7 |  |  |  |  |  |  |  |  | 42 (56) | 1º   |
| 1962 | P48/57 P57 | BRM P56 1.5 V8 | D     | Johnstone |     |     |     |   |    |   |   |     | 9 |  |  |  |  |  |  |  |  | 42 (56) | 1º   |

| Anno | Vettura | Motore         | Gomme | Piloti  |   |     |     |     |   |     |     |   |   |     |  |  |  |  |  |  |  | Punti   | Pos. |
| ---- | ------- | -------------- | ----- | ------- | - | --- | --- | --- | - | --- | --- | - | - | --- |  |  |  |  |  |  |  | ------- | ---- |
| 1963 | P57 P61 | BRM P56 1.5 V8 | D     | Hill    | 1 | Rit | Rit | 3   | 3 | Rit | 16* | 1 | 4 | 3   |  |  |  |  |  |  |  | 36 (45) | 2º   |
| 1963 | P57 P61 | BRM P56 1.5 V8 | D     | Ginther | 2 | 4   | 5   | Rit | 4 | 3   | 2   | 2 | 3 | Rit |  |  |  |  |  |  |  | 36 (45) | 2º   |

| Anno | Vettura  | Motore         | Gomme | Piloti  |   |    |   |   |    |   |     |     |   |    |  |  |  |  |  |  |  | Punti   | Pos. |
| ---- | -------- | -------------- | ----- | ------- | - | -- | - | - | -- | - | --- | --- | - | -- |  |  |  |  |  |  |  | ------- | ---- |
| 1964 | P261 P67 | BRM P56 1.5 V8 | D     | Hill    | 1 | 4  | 5 | 2 | 2  | 2 | Rit | Rit | 1 | 11 |  |  |  |  |  |  |  | 42 (51) | 2º   |
| 1964 | P261 P67 | BRM P56 1.5 V8 | D     | Ginther | 2 | 11 | 4 | 5 | 8  | 7 | 2   | 4   | 4 | 8  |  |  |  |  |  |  |  | 42 (51) | 2º   |
| 1964 | P261 P67 | BRM P56 1.5 V8 | D     | Attwood |   |    |   |   | NP |   |     |     |   |    |  |  |  |  |  |  |  | 42 (51) | 2º   |

| Anno | Vettura | Motore         | Gomme | Piloti  |   |   |   |   |   |   |     |   |     |     |  |  |  |  |  |  |  | Punti   | Pos. |
| ---- | ------- | -------------- | ----- | ------- | - | - | - | - | - | - | --- | - | --- | --- |  |  |  |  |  |  |  | ------- | ---- |
| 1965 | P261    | BRM P56 1.5 V8 | D     | Hill    | 3 | 1 | 5 | 5 | 2 | 4 | 2   | 2 | 1   | Rit |  |  |  |  |  |  |  | 45 (61) | 2º   |
| 1965 | P261    | BRM P56 1.5 V8 | D     | Stewart | 6 | 3 | 2 | 2 | 5 | 2 | Rit | 1 | Rit | Rit |  |  |  |  |  |  |  | 45 (61) | 2º   |

| Anno | Vettura       | Motore         | Gomme | Piloti  |   |     |     |     |   |   |     |     |     |  |  |  |  |  |  |  |  | Punti | Pos. |
| ---- | ------------- | -------------- | ----- | ------- | - | --- | --- | --- | - | - | --- | --- | --- |  |  |  |  |  |  |  |  | ----- | ---- |
| 1966 | P83 P261 P115 | BRM P60 2.0 V8 | D     | Stewart | 1 | Rit |     | Rit | 4 | 5 | Rit | Rit | Rit |  |  |  |  |  |  |  |  | 22    | 4º   |
| 1966 | P83 P261 P115 | BRM P60 2.0 V8 | D     | Hill    | 3 | Rit | Rit | 3   | 2 | 4 | Rit | Rit | Rit |  |  |  |  |  |  |  |  | 22    | 4º   |

| Anno | Vettura       | Motore                         | Gomme | Piloti  |     |     |     |   |     |     |     |     |     |     |     |  |  |  |  |  |  | Punti | Pos. |
| ---- | ------------- | ------------------------------ | ----- | ------- | --- | --- | --- | - | --- | --- | --- | --- | --- | --- | --- |  |  |  |  |  |  | ----- | ---- |
| 1967 | P83 P261 P115 | BRM P60 2.1 V8 BRM P75 3.0 H16 | G     | Stewart | Rit | Rit | Rit | 2 | 3   | Rit | Rit | Rit | Rit | Rit | Rit |  |  |  |  |  |  | 17    | 6º   |
| 1967 | P83 P261 P115 | BRM P60 2.1 V8 BRM P75 3.0 H16 | G     | Spence  | Rit | 6   | 8   | 5 | Rit | Rit | Rit | 5   | 5   | Rit | 5   |  |  |  |  |  |  | 17    | 6º   |

| Anno | Vettura             | Motore                           | Gomme | Piloti    |     |     |     |     |   |    |     |   |     |    |     |   |  |  |  |  |  | Punti | Pos. |
| ---- | ------------------- | -------------------------------- | ----- | --------- | --- | --- | --- | --- | - | -- | --- | - | --- | -- | --- | - |  |  |  |  |  | ----- | ---- |
| 1968 | P1153 126 P133 P138 | BRM P101 3.0 V12 BRM P75 3.0 H16 | G     | Rodríguez | Rit | Rit | Rit | 2   | 3 | NC | Rit | 6 | Rit | 3  | Rit | 4 |  |  |  |  |  | 28    | 4º   |
| 1968 | P1153 126 P133 P138 | BRM P101 3.0 V12 BRM P75 3.0 H16 | G     | Spence    | Rit |     |     |     |   |    |     |   |     |    |     |   |  |  |  |  |  | 28    | 4º   |
| 1968 | P1153 126 P133 P138 | BRM P101 3.0 V12 BRM P75 3.0 H16 | G     | Attwood   |     |     | 2   | Rit | 7 |    |     | 7 | Rit | 14 |     |   |  |  |  |  |  | 28    | 4º   |
| 1968 | P1153 126 P133 P138 | BRM P101 3.0 V12 BRM P75 3.0 H16 | G     | Unser     |     |     |     |     |   |    |     |   | NP  |    | Rit |   |  |  |  |  |  | 28    | 4º   |

| Anno | Vettura        | Motore                            | Gomme | Piloti  |     |     |     |     |  |     |     |     |     |     |     |  |  |  |  |  |  | Punti | Pos. |
| ---- | -------------- | --------------------------------- | ----- | ------- | --- | --- | --- | --- |  | --- | --- | --- | --- | --- | --- |  |  |  |  |  |  | ----- | ---- |
| 1969 | P133 P138 P139 | BRM P101 3.0 V12 BRM P142 3.0 V12 | D     | Surtees | Rit | 5   | Rit | 9   |  | Rit | NP  | NC  | Rit | 3   | Rit |  |  |  |  |  |  | 7     | 5º   |
| 1969 | P133 P138 P139 | BRM P101 3.0 V12 BRM P142 3.0 V12 | D     | Oliver  | 7   | Rit | Rit | Rit |  | Rit | Rit | Rit | Rit | Rit | 6   |  |  |  |  |  |  | 7     | 5º   |
| 1969 | P133 P138 P139 | BRM P101 3.0 V12 BRM P142 3.0 V12 | D     | Eaton   |     |     |     |     |  |     |     |     |     | Rit | Rit |  |  |  |  |  |  | 7     | 5º   |
| 1969 | P133 P138 P139 | BRM P101 3.0 V12 BRM P142 3.0 V12 | D     | Brack   |     |     |     |     |  |     |     |     | NC  |     |     |  |  |  |  |  |  | 7     | 5º   |

| Anno | Vettura   | Motore           | Gomme | Piloti    |     |     |     |     |     |     |     |     |    |     |    |     |   |  |  |  |  | Punti | Pos. |
| ---- | --------- | ---------------- | ----- | --------- | --- | --- | --- | --- | --- | --- | --- | --- | -- | --- | -- | --- | - |  |  |  |  | ----- | ---- |
| 1970 | P153 P139 | BRM P142 3.0 V12 | D     | Oliver    | Rit | Rit | Rit | Rit | Rit | Rit | Rit | Rit | 5  | Rit | NC | Rit | 7 |  |  |  |  | 23    | 6º   |
| 1970 | P153 P139 | BRM P142 3.0 V12 | D     | Rodríguez | 9   | WD  | 6   | 1   | 10  | Rit | Rit | Rit | 4  | Rit | 4  | 2   | 6 |  |  |  |  | 23    | 6º   |
| 1970 | P153 P139 | BRM P142 3.0 V12 | D     | Eaton     | Rit | NQ  | NQ  |     | Rit | 12  | Rit |     | 11 | Rit | 10 | Rit |   |  |  |  |  | 23    | 6º   |
| 1970 | P153 P139 | BRM P142 3.0 V12 | D     | Westbury  |     |     |     |     |     |     |     |     |    |     |    | NQ  |   |  |  |  |  | 23    | 6º   |

| Anno | Vettura   | Motore           | Gomme | Piloti    |     |     |     |   |     |   |     |     |     |    |    |  |  |  |  |  |  | Punti | Pos. |
| ---- | --------- | ---------------- | ----- | --------- | --- | --- | --- | - | --- | - | --- | --- | --- | -- | -- |  |  |  |  |  |  | ----- | ---- |
| 1971 | P153 P160 | BRM P142 3.0 V12 | F     | Rodríguez | Rit | 4   | 9   | 2 | Rit |   |     |     |     |    |    |  |  |  |  |  |  | 36    | 2º   |
| 1971 | P153 P160 | BRM P142 3.0 V12 | F     | Ganley    | Rit | 10  | NQ  | 7 | 10  | 8 | Rit | Rit | 5   | NP | 4  |  |  |  |  |  |  | 36    | 2º   |
| 1971 | P153 P160 | BRM P142 3.0 V12 | F     | Siffert   | Rit | Rit | Rit | 6 | 4   | 9 | Rit | 1   | 9   | 9  | 2  |  |  |  |  |  |  | 36    | 2º   |
| 1971 | P153 P160 | BRM P142 3.0 V12 | F     | Gethin    |     |     |     |   |     |   |     | 10  | 1   | 14 | 9  |  |  |  |  |  |  | 36    | 2º   |
| 1971 | P153 P160 | BRM P142 3.0 V12 | F     | Eaton     |     |     |     |   |     |   |     |     |     | 15 |    |  |  |  |  |  |  | 36    | 2º   |
| 1971 | P153 P160 | BRM P142 3.0 V12 | F     | Elford    |     |     |     |   |     |   | 11  |     |     |    |    |  |  |  |  |  |  | 36    | 2º   |
| 1971 | P153 P160 | BRM P142 3.0 V12 | F     | Marko     |     |     |     |   |     |   |     | 11  | Rit | 12 | 13 |  |  |  |  |  |  | 36    | 2º   |
| 1971 | P153 P160 | BRM P142 3.0 V12 | F     | Cannon    |     |     |     |   |     |   |     |     |     |    | 14 |  |  |  |  |  |  | 36    | 2º   |

| Anno | Vettura                    | Motore           | Gomme | Piloti     |     |     |     |     |     |     |     |     |    |    |     |     |  |  |  |  |  | Punti | Pos. |
| ---- | -------------------------- | ---------------- | ----- | ---------- | --- | --- | --- | --- | --- | --- | --- | --- | -- | -- | --- | --- |  |  |  |  |  | ----- | ---- |
| 1972 | P153 P153B P160 P160B P180 | BRM P142 3.0 V12 | F     | Beltoise   |     | Rit | Rit | 1   | Rit | 15  | 11  | 9   | 8  | 8  | Rit | Rit |  |  |  |  |  | 14    | 7º   |
| 1972 | P153 P153B P160 P160B P180 | BRM P142 3.0 V12 | F     | Ganley     | 9   | NC  | Rit | Rit | 8   |     |     | 4   | 6  | 11 | 10  | Rit |  |  |  |  |  | 14    | 7º   |
| 1972 | P153 P153B P160 P160B P180 | BRM P142 3.0 V12 | F     | Wisell     | Rit |     | Rit | Rit |     | Rit |     | Rit |    | 12 |     |     |  |  |  |  |  | 14    | 7º   |
| 1972 | P153 P153B P160 P160B P180 | BRM P142 3.0 V12 | F     | Gethin     | Rit | NC  | Rit | Rit | Rit |     | Rit |     | 13 | 6  | Rit | Rit |  |  |  |  |  | 14    | 7º   |
| 1972 | P153 P153B P160 P160B P180 | BRM P142 3.0 V12 | F     | Schuppan   |     |     |     |     | NP  |     |     |     |    |    |     |     |  |  |  |  |  | 14    | 7º   |
| 1972 | P153 P153B P160 P160B P180 | BRM P142 3.0 V12 | F     | Oliver     |     |     |     |     |     |     | Rit |     |    |    |     |     |  |  |  |  |  | 14    | 7º   |
| 1972 | P153 P153B P160 P160B P180 | BRM P142 3.0 V12 | F     | Redman     |     |     |     |     |     |     |     |     |    |    |     | Rit |  |  |  |  |  | 14    | 7º   |
| 1972 | P153 P153B P160 P160B P180 | BRM P142 3.0 V12 | F     | Brack      |     |     |     |     |     |     |     |     |    |    | Rit |     |  |  |  |  |  | 14    | 7º   |
| 1972 | P153 P153B P160 P160B P180 | BRM P142 3.0 V12 | F     | Marko      | 10  | 14  |     | 8   | 10  | Rit |     |     |    |    |     |     |  |  |  |  |  | 14    | 7º   |
| 1972 | P153 P153B P160 P160B P180 | BRM P142 3.0 V12 | F     | Soler-Roig | Rit |     | Rit |     |     |     |     |     |    |    |     |     |  |  |  |  |  | 14    | 7º   |

| Anno | Vettura           | Motore           | Gomme | Piloti    |     |     |     |     |     |     |     |    |     |     |     |   |     |     |     |  |  | Punti | Pos. |
| ---- | ----------------- | ---------------- | ----- | --------- | --- | --- | --- | --- | --- | --- | --- | -- | --- | --- | --- | - | --- | --- | --- |  |  | ----- | ---- |
| 1973 | P160C P160D P160E | BRM P142 3.0 V12 | F     | Beltoise  | Rit | Rit | Rit | 5   | Rit | Rit | Rit | 11 | Rit | 5   | Rit | 5 | 13  | 4   | 9   |  |  | 12    | 7º   |
| 1973 | P160C P160D P160E | BRM P142 3.0 V12 | F     | Regazzoni | 7   | 6   | Rit | 9   | 10* | Rit | 9   | 12 | 7   | 8   | Rit | 6 | Rit |     | 8   |  |  | 12    | 7º   |
| 1973 | P160C P160D P160E | BRM P142 3.0 V12 | F     | Lauda     | Rit | 8   | Rit | Rit | 5   | Rit | 13  | 9  | 12  | Rit | Rit |   | Rit | Rit | Rit |  |  | 12    | 7º   |
| 1973 | P160C P160D P160E | BRM P142 3.0 V12 | F     | Gethin    |     |     |     |     |     |     |     |    |     |     |     |   |     | Rit |     |  |  | 12    | 7º   |

| Anno | Vettura    | Motore                            | Gomme | Piloti    |     |    |    |     |     |     |     |     |     |     |     |     |     |    |    |  |  | Punti | Pos. |
| ---- | ---------- | --------------------------------- | ----- | --------- | --- | -- | -- | --- | --- | --- | --- | --- | --- | --- | --- | --- | --- | -- | -- |  |  | ----- | ---- |
| 1974 | P160E P201 | BRM P142 3.0 V12 BRM P200 3.0 V12 | F     | Beltoise  | 5   | 10 | 2  | Rit | 5   | Rit | Rit | Rit | 10  | 12  | Rit | Rit | Rit | NC | NQ |  |  | 10    | 7º   |
| 1974 | P160E P201 | BRM P142 3.0 V12 BRM P200 3.0 V12 | F     | Pescarolo | 9   | 14 | 18 | 12  | Rit | Rit | Rit | Rit | Rit | Rit | 10  |     | Rit |    |    |  |  | 10    | 7º   |
| 1974 | P160E P201 | BRM P142 3.0 V12 BRM P200 3.0 V12 | F     | Amon      |     |    |    | Rit |     | NP  |     |     |     |     | NQ  |     | NQ  | NC | 9  |  |  | 10    | 7º   |
| 1974 | P160E P201 | BRM P142 3.0 V12 BRM P200 3.0 V12 | F     | Migault   | Rit | 16 | 15 | Rit | 16  | Rit |     | Rit | 14  | NC  | NQ  |     | Rit | WD |    |  |  | 10    | 7º   |

| Anno | Vettura | Motore           | Gomme | Piloti |     |     |    |     |    |   |    |     |    |  |  |     |     |  |  |  |  | Punti | Pos. |
| ---- | ------- | ---------------- | ----- | ------ | --- | --- | -- | --- | -- | - | -- | --- | -- |  |  | --- | --- |  |  |  |  | ----- | ---- |
| 1975 | P201    | BRM P200 3.0 V12 | F     | Wilds  | Rit | Rit |    |     |    |   |    |     |    |  |  |     |     |  |  |  |  | 0     | 15º  |
| 1975 | P201    | BRM P200 3.0 V12 | F     | Evans  |     |     | 15 | Rit | NQ | 9 | 13 | Rit | 17 |  |  | Rit | Rit |  |  |  |  | 0     | 15º  |

| Anno | Vettura | Motore           | Gomme | Piloti |     |  |  |  |  |  |  |  |  |  |  |  |  |  |  |  |  | Punti | Pos. |
| ---- | ------- | ---------------- | ----- | ------ | --- |  |  |  |  |  |  |  |  |  |  |  |  |  |  |  |  | ----- | ---- |
| 1976 | P201B   | BRM P200 3.0 V12 | G     | Ashley | Rit |  |  |  |  |  |  |  |  |  |  |  |  |  |  |  |  | 0     | 20º  |

| Anno | Vettura    | Motore                            | Gomme | Piloti    |  |     |    |  |    |  |    |    |    |     |    |  |    |    |  |  |  | Punti | Pos. |
| ---- | ---------- | --------------------------------- | ----- | --------- |  | --- | -- |  | -- |  | -- | -- | -- | --- | -- |  | -- | -- |  |  |  | ----- | ---- |
| 1977 | P201B P207 | BRM P200 3.0 V12 BRM P202 3.0 V12 | G     | Perkins   |  | Rit | 15 |  |    |  |    |    |    |     |    |  |    |    |  |  |  | 0     | -    |
| 1977 | P201B P207 | BRM P200 3.0 V12 BRM P202 3.0 V12 | G     | Pilette   |  |     |    |  |    |  |    |    |    |     | NQ |  | NQ | NQ |  |  |  | 0     | -    |
| 1977 | P201B P207 | BRM P200 3.0 V12 BRM P202 3.0 V12 | G     | Andersson |  |     |    |  | NQ |  | NQ | NQ | NQ |     |    |  |    |    |  |  |  | 0     | -    |
| 1977 | P201B P207 | BRM P200 3.0 V12 BRM P202 3.0 V12 | G     | Edwards   |  |     |    |  |    |  |    |    |    | NPQ |    |  |    |    |  |  |  | 0     | -    |

| Legenda | 1º posto     | 2º posto | 3º posto    | A punti         | Senza punti/Non class.  | Grassetto – Pole position Corsivo – Giro più veloce |
| Legenda | Squalificato | Ritirato | Non partito | Non qualificato | Solo prove/Terzo pilota | Grassetto – Pole position Corsivo – Giro più veloce |